# Lok Sabha
Die Lok Sabha (Hindi लोक सभा lok sabhā [ˈloːk ˈsʌbʱɑ] „Volksversammlung“) ist die erste Kammer des indischen Parlamentes. In der Legislative ist sie der zweiten Kammer – der Rajya Sabha – gleichgestellt. Die Ausnahme ist die Haushaltspolitik, in der die Lok Sabha den Vorrang hat. Bei verschiedenen Abstimmungsergebnissen gibt es eine gemeinsame Sitzung beider Kammern – da allerdings die Lok Sabha mehr als doppelt so viele Mitglieder hat, ist sie faktisch die bestimmende Kraft bei Abstimmungen.
Derzeit (seit 1989) hat die Lok Sabha 545 Mitglieder und ist damit die weltweit in Relation zur Bevölkerungsgröße kleinste Volksvertretung. 

## Zahl der Abgeordneten, Wahlkreise, Dauer der Legislaturperiode
Durch die indische Verfassung (Artikel 81) ist festgelegt, dass die Zahl der Abgeordneten der Lok Sabha maximal 550 betragen darf, wovon höchstens 530 auf die Bundesstaaten und maximal 20 auf die Unionsterritorien entfallen dürfen. Vor dem Inkrafttreten des Goa, Daman and Diu Reorganisation Act, 1987, mit dem Goa ein eigener Bundesstaat wurde, konnten auf die Unionsterritorien theoretisch bis zu 25 Abgeordnete entfallen, so dass die Maximalzahl der Abgeordneten bis zu 555 betrug.
Seit Inkrafttreten der Verfassung im Jahr 1950 hatte der indische Staatspräsident das Recht, bis zu zwei zusätzliche Abgeordnete als Vertreter der angloindischen Minderheit direkt zu ernennen. Diese Verfassungsbestimmung wurde am 21. Januar 2020 mit Inkrafttreten des 104. Verfassungszusatzes abgeschafft.
Die Abgeordneten werden alle fünf Jahre in einfacher Mehrheitswahl in Ein-Personen-Wahlkreisen direkt gewählt (530 in den indischen Bundesstaaten, weitere 13 in den Unionsterritorien). Die Wahlkreisgrenzen setzt in unregelmäßigen Abständen die Delimitation Commission of India entsprechend der Bevölkerungsveränderungen neu fest. Das Mindestalter für das passive Wahlrecht ist 25 Jahre.
Mit der 61. Verfassungsänderung Indiens, offiziell bekannt als The Constitution (Sixty-first Amendment) Act von 1988, wurde das Mindestalter für das aktive Wahlrecht zur Lok Sabha und zu den gesetzgebenden Versammlungen der Bundesstaaten von 21 auf 18 Jahre gesenkt.
Die Dauer der Legislaturperiode beträgt, wenn das Parlament nicht vorzeitig aufgelöst wird, maximal fünf Jahre, gerechnet vom ersten Tag des Zusammentretens (Artikel 83). Der während der Zeit des Ausnahmezustands am 3. Januar 1977 in Kraft getretene 42. Verfassungszusatz verlängerte die Legislaturperiode auf sechs Jahre, was aber in der Zeit nach dem Ausnahmezustand durch den 44. Verfassungszusatz (in Kraft getreten am 20. Juni 1979) wieder rückgängig gemacht wurde.

## Arbeitssprachen
Redebeiträge können auf Hindi und Englisch geführt werden. Zwischen diesen beiden Sprachen wird simultan gedolmetscht. Darüber hinaus können Sprecher auch jede andere der 22 im achten Anhang zur Verfassung gelisteten Sprachen (scheduled languages) verwenden, müssen dies jedoch je nach Sprache 1⁄2 bis 24 Stunden vorher anmelden, damit simultan ins Hindi und ins Englische gedolmetscht werden kann.